# Slag bij Chesapeake
De Slag bij Chesapeake was een zeeslag tijdens de Amerikaanse Onafhankelijkheidsoorlog welke plaatsvond op 5 september 1781; de Franse vloot in ondersteuning van George Washington, boekte een belangrijke overwinning op de Engelse vloot. Vijfduizend  Engelsen werden belegerd in hun vesting te Yorktown en moesten zich nadien overgeven aan een coalitie van Amerikanen en Fransen. Washington kon na deze overwinning zijn campagne succesvol voortzetten.

## Achtergrond
Koning Lodewijk XVI (1754-1793) wilde zijn revanche tegenover Engeland door het financieren en ontwikkelen van een Franse zeemacht die met de Royal Navy kon wedijveren. Het bevel van deze vloot werd toevertrouwd aan François Joseph Paul de Grasse, graaf van Grasse. De situatie in Noord-Amerika gaf de Fransen de opportuniteit om Albion uit te dagen. Dertien opstandige staten waren onder leiding van George Washington met wisselend succes een onafhankelijkheidsoorlog bezig tegen Engeland. De Fransen hadden enkele decennia voordien een aantal belangrijke gebieden in Noord-Amerika verloren aan diezelfde Engelsen onder andere Acadië en grote stukken van het huidige Canada. Hoewel de Amerikaanse opstand op een democratische en humanistische ideologie steunde terwijl Frankrijk een totalitaire aristocratische staat was, vonden Amerikanen en Fransen elkaar in hun strijd tegen een gemeenschappelijke vijand.

## De gebeurtenissen voorafgaand aan de zeeslag
De leider van de Amerikaanse opstandelingen was George Washington, de Fransen die hem ondersteunden werden aangevoerd door La Fayette en Rochambeau. Brandpunt van het strijdtoneel in de zomer van 1781 was het beleg van de Engelse vesting Yorktown, Virginia, 700 kilometer ten zuiden van New York. Hier bevond zich een garnizoen van 5000 Engelse soldaten die de omgeving controleerden. De vesting werd van landzijde belegerd door een alliantie van Amerikaanse en Franse eenheden, gedurende de eerste maanden van het beleg nog te weinig in getal. Het kleine Franse leger bestond hoofdzakelijk uit huurlingen. Beide partijen waren afhankelijk van toevoer van wapens, voedsel, materiaal en geld (soldij) langs zee. De maritieme toegang tot Yorktown wordt beheerst door de doorgang tussen het schiereiland van de Chesapeake en Cape Charles.
De Franse vloot verzamelde zich in Cap-Français, Saint-Domingue, Haïti. Het kritische punt van de tactieken was om op het juiste moment met een voldoende aantal schepen de vijand te kunnen bekampen. Een opsplitsing van de vloot in kleinere eskaders bracht het risico met zich mee om tegen de hoofdmacht van de tegenstander te staan te komen; het vormen van een hoofdmacht en het verlaten van de basis, voor de Fransen de Caraïben, voor de Engelsen New York, bracht dan weer het risico met zich mee dat de vijand de basis en het eigen achterland aanviel. Zaak was om zo goed als mogelijk de eigen plannen verborgen te houden, onverwachte zeeroutes te kiezen, zelf te proberen op de hoogte te blijven van de bewegingen vijand om op het juiste moment te kunnen toeslaan in coördinatie met de militaire activiteiten op het land.
De Franse vloot werd kundig geleid door de Grasse en het toeval was de Fransen gunstig gezind. Zo moest de Engelse Admiraal Rodney door ziekte terugkeren naar Engeland en werd hij vervangen door admiraal Thomas Graves; hierdoor ontstond op het kritisch moment van de gebeurtenissen een machtsvacuüm van twee weken. De Fransen werden op hun weg naar de Chesapeake en het belegerde Yorktown niet opgemerkt door een omweg die ze maakten langs Cuba en door een dosis geluk. Graves liet admiraal Samuel Hood met zijn vloot vanaf Florida in noordelijke richting alle inhammen en baaien doorzoeken. Aan de Chesapeake aangekomen, waar Hood finaal de Franse vloot verwachtte, was de baai leeg; Hood's conclusie was dat de Fransen op weg waren naar New York en hij zette volle zeilen naar het noorden. Dit terwijl de Franse vloot zich nog altijd zuidelijker bevond. Vijf dagen later vond de Franse vloot de Chesapeake baai eveneens leeg; voor de Fransen was de inname van de baai het strategische doel van de campagne. Het beleg van Yorktown werd versterkt door de belegerde Engelsen in Yorktown af te snijden van maritieme toegang en de belegeraars de nodige extra manschappen en middelen te verschaffen.
In New York aangekomen vielen voor Graves en Hood de puzzelstukken in elkaar; de Franse vloot moest zich bij de Chesapeake bevinden. Bovendien waren Washington, Rochambeau en ook Franse schepen uit Newport, Rhode Island, het eskader van Barras, Comte de Barras Saint-Laurent, eveneens in de richting van het zuiden vertrokken. De schepen van Graves en Hood samen deze keer, zetten alle zeilen in zuidwaarts om de Franse vloot te bekampen en Yorktown te kunnen ontzetten.

## De zeeslag
De morgen van 5 september 1781 zagen Franse verkenners Engelse schepen naderen. De Grasse  had zijn vloot aan de ingang van de baai laten aanmeren teneinde zijn schepen bij het naderen van de Engelse vloot maximaal en snel te kunnen ontplooien en op volle sterkte slag te kunnen leveren. De Franse voorhoede, een eskader van vier onder leiding van Bougainville, voer als eerste uit de baai in het zicht van de Engelsen die het voordeel van de wind en het getij hadden. Bij een zeeslag met zeilschepen geeft het voordeel van de wind de mogelijkheid om het initiatief te nemen door sneller en accurater te manoeuvreren, het moment zelf te kiezen en daardoor een tijdelijk numeriek overwicht te behalen en uit te buiten. Graves had daarom de Franse voorhoede onmiddellijk en succesvol kunnen aanvallen terwijl de hoofdmacht nog uit de baai aan het laveren was. Graves  gaf echter orders zijn schepen in orde te laten brengen en op te lijnen om op klassieke wijze slag te leveren. Dit liet de hoofdmacht van de Franse vloot de tijd om volledig uit de baai in open zee te geraken en zich op dezelfde wijze te organiseren en aansluiting te zoeken bij het eskader van Bougainville.
De Fransen zetten dertig schepen in met 1800 kanonnen, de Engelsen zevenentwintig met 1500 stukken geschut. De Engelse kanonnen vuurden sneller, hun schepen waren wendbaarder en voorzien van een lichte bepantsering. De Franse schepen waren niet volledig bemand omdat zij troepen op het land hadden achtergelaten. Na verloop van twee uur strijd behaalden de Fransen toch het overwicht. Hood hield zich met zijn vloot te ver naar achter en versterkte te weinig het centrum van de kanonnade. Verschillende schepen aan beide zijden waren zwaar beschadigd en er vielen tientallen slachtoffers onder de bemanningen. Er werden tijdens de zeeslag geen schepen direct gekelderd of geënterd. Op het eind van de middag trokken de Engelsen zich terug. Dit kwam neer op een Franse overwinning aangezien zij het militaire doel van de operatie, het afsnijden van de toegang tot Yorktown, hadden bereikt. De volgende dagen bleven de Engelsen dreigen maar het kwam niet meer tot een schotenwisseling. Elf september trokken ze zich definitief terug en staakten de strijd. Graves en Hood gaven vervolgens elkaar de schuld van de mislukking.

## Na de zeeslag
Voor François Joseph Paul de Grasse en de Franse kroon was de zeeslag bij de Chesapeake, hoewel in zeevaartermen een onbeduidende zeeslag, een mooie revanche op de Engelsen. Yorktown werd nu met meer en betere middelen belegerd; de vloot van Barras uit Newport bracht nog extra materiaal en troepen mee uit het Noorden. Op 19 oktober 1781 gaf de Engelse Generaal Charles Cornwallis Yorktown over. Dit verlies maakte dat Engeland in de feiten nadien geen grote militaire inspanningen meer leverde om de onafhankelijkheid van de 13 tegen te houden. Het is niet gezegd dat zonder deze zeeslag en de hulp van de Fransen, de Amerikaanse onafhankelijkheid er niet zou gekomen zijn, maar de Franse inbreng heeft de zaak van George Washington in ieder geval op dat moment beslissend vooruit gestuwd.